# トラベリン・マン
「トラベリン・マン」（原題：Travelin' Man）は、リッキー・ネルソンが1961年4月に発表したシングル曲。
本国アメリカでは本作品をA面、「ハロー・メリー・ルー」をB面として発売された。元々はサム・クックのために書かれた楽曲だった。
1961年5月29日およびその二週間あとの6月12日のビルボード・チャートで1位を獲得する。B面の「ハロー・メリー・ルー」も同チャートで9位を記録し、ゴールドディスクに輝いた。
1982年にカントリー歌手のジャック・ウォードがカバーしている。